# Марково (Воскресенський район)
Марково (рос. Марково) — присілок в Воскресенському районі Нижньогородської області Російської Федерації.
Населення становить 55 осіб. Входить до складу муніципального утворення Нестіарська сільрада.

## Історія
Від 2009 року входить до складу муніципального утворення Нестіарська сільрада.

## Населення
| 1999 | 2002 | 2010 |
| ---- | ---- | ---- |
| 96   | ↘85  | ↘55  |